# LaRon Smith
LaRon Smith (Palm Bay, Florida, 20 de diciembre de 1993) es un baloncestista con doble nacionalidad estadounidense y virgenense que pertenece a la plantilla del Fibwi Palma de la Primera FEB. Con 2,04 metros de estatura, juega en la posición de pívot.

## Trayectoria deportiva

### Universidad
Jugó dos temporadas con los Panthers de la Universidad Estatal de Georgia, en las que apenas tuvo participación en el equipo. En 2014 pidió ser transferido a los Wildcats de la Universidad Bethune-Cookman, donde, tras la temporada en blanco que impone la NCAA, pasó a ser jugador titular. Disputó una temporada en la que promedió 7,1 puntos, 6,9 rebotes y 3,0 tapones por partido, siendo elegido jugador defensivo del Año de la Mid-Eastern Athletic Conference e incluido en el tercer mejor quinteto de la conferencia, tras liderar la misma en tapones.
Tras graduarse, jugó una cuarta temporada con los Tigers de la Universidad de Auburn, donde volvió al banquillo para promediar 2,6 puntos y 2,4 rebotes por encuentro.

### Profesional
Tras no ser elegido en el Draft de la NBA de 2017, no fue hasta el año siguiente cuando firmó su primer contrato profesional con el equipo mexicano de los Dorados Capital de la Liga de Básquetbol Estatal de Chihuahua, para viajar posteriormente a Europa para firmar en octubre con el ETHA Engomis chipriota. Allí jugó once partidos, en los que promedió 7,4 puntos y 5,7 rebotes, antes de cambiar de aires para firmar por el equipo búlgaro del B.K. Jambol, donde acabó la temporada mejorando sus números hasta los 13,7 puntos y 9,6 rebotes por encuentro.
La temporada siguiente firmó con el equipo sueco del BC Luleå, pero tras seis partidos y una mala racha de lesiones, en noviembre dejó el equipo. No volvió a jugar hasta el mes de febrero de 2020, cuando firmó con el Atenas de Córdoba de la Liga Nacional de Básquet argentina. Hasta la suspensión del torneo por la pandemia de coronavirus promedió 2,2 puntos y 4,8 rebotes por partido.
El 1 de diciembre de 2020, firma por el Basket Navarra Club de la Liga LEB Plata, con el que promedió cerca de 10 puntos, 6 rebotes y 1 tapón por encuentro.
El 14 de agosto de 2021, firma por el Club Bàsquet Sant Antoni de la Liga LEB Plata. En las filas del conjunto balear jugó la final de Copa y disputó el play off de ascenso a la Liga LEB Oro, donde promedió 9,4 puntos, 5,8 rechaces y 1 tapón por encuentro.
El 1 de octubre de 2022, firma por el Club Ourense Baloncesto de la Liga LEB Oro. Sin embargo dos semanas después dejó el equipo sin haber llegado a jugar un solo minuto.
El 5 de enero de 2023, firma por el CB Almansa de la Liga LEB Oro.
En 2024, firma por el Larre Borges de la Liga Uruguaya de Ascenso.
En la temporada 2024-25, regresa a España para jugar en el Club Bàsquet Sant Antoni de Liga LEB Plata-
El 4 de agosto de 2025, firma con el Fibwi Palma de la Primera FEB.

## Selección nacional
Smith es miembro de la selección de baloncesto de Islas Vírgenes Estadounidenses. Con el equipo nacional disputó dos ediciones del Campeonato CBC (2014 y 2015), el Centrobasket 2014, y los Torneos de Preclasificación Olímpica FIBA 2023 entre otras competiciones.